# Viorel Moldovan
Viorel Dinu Moldovan (* 8. července 1972, Bistrița) je bývalý rumunský fotbalový útočník a reprezentant. Účastník Mistrovství světa 1998 ve Francii, EURA 1996 v Portugalsku a EURA 2000 v Nizozemsku a Belgii.
Po skončení aktivní hráčské kariéry se stal trenérem. Od roku 2014 je asistentem trenéra u rumunská reprezentace.

## Klubová kariéra
Jako hráč působil mimo Rumunska ve Švýcarsku, Anglii, Turecku, Francii a Spojených arabských emirátech.

## Reprezentační kariéra
V A-mužstvu Rumunska debutoval 22. 9. 1993 v Bukurešti v přátelském zápase proti týmu Izraele, Rumunsko vyhrálo 1:0.
Zúčastnil se Mistrovství světa 1998 ve Francii (vyřazení Chorvatskem v osmifinále výsledkem 0:1), Mistrovství Evropy 1996 v Anglii (vyřazení v základní skupině B, Rumunsko nezískalo ani bod) a Mistrovství Evropy 2000 v Belgii a Nizozemsku (porážka 0:2 ve čtvrtfinále proti Itálii).
Během svého působení v národním týmu vstřelil v 75 zápasech celkem 25 reprezentačních branek.